# 杉山晋辅
杉山晋辅（日语：杉山晋輔，1953年5月14日—）出生于日本国爱知县，毕业于早稻田大学，为日本外交官。曾任日本驻美国大使。

## 生平
1953年（昭和28年），出生在爱知县，父亲是法政大学名誉教授杉山茂雄。早年，曾在筑波大学附属中学校·高等学校、早稻田大学法学部求学。
1977年（昭和52年）4月，入職外务省。
1978年，研修英语。
1993年（平成5年）8月，担任大臣官房事务次官室。
1995年（平成7年）1月，担任综合外交政策局总务课企画官。
1995年（平成7年）8月，担任综合外交政策局聯合國政策课长。
1998年（平成10年）1月，担任条约局条约课长。
2000年（平成12年）4月，担任駐大韩民国大使馆公使。
2000年（平成12年）7月，担任駐埃及大使馆公使。
2005年（平成17年）8月，担任大臣官房参事官兼中东问题局局长。
2005年（平成17年）12月，兼任经济協力局局长，2006年7月卸职。
2006年（平成18年）10月，兼任国际協力局局长。
2007年（平成19年）2月，担任大臣官房审议官兼中东问题局局长、国际協力局局长。
2008年（平成20年）7月，担任全球规模课题审议官。
2011年（平成23年）1月，担任亚洲大洋洲局局长。
2013年 （平成25年）6月，升任為外務省政務審議官。
2016年 （平成28年）6月，接替退職的齋木昭隆出任外務省事務次官。
2017年 （平成29年）12月，獲提名接替退休的佐佐江賢一郎出任駐美國大使。

## 作品

### 合著
- 《国際紛争の多様化と法的処理―栗山尚一先生·山田中正先生古稀記念論集》（信山社，2007年）（日語）
- 《国際法の新展開と課題―林司宣先生古稀祝賀》（信山社，2009年）（日語）